# Cuarteto Kodály
El Cuarteto Kodály es un cuarteto de cuerda  fundado en 1965 en Budapest, Hungría, originalmente como Sebestyén Quartet. En 1969, con la aprobación del Ministerio de Asuntos Culturales de la República Húngara, el cuarteto asumió su nombre presente en honor del compositor húngaro Zoltán Kodály.
El conjunto hace giras internacionales y ha grabado los ciclos completos de Haydn, Beethoven y Schubert para el sello Naxos. Su discografía supera los sesenta registros, principalmente para Naxos.

## Miembros
Los miembros presentes del cuarteto son:
- Attila Falvay  1r. violín
- Ferenc Bangó  2º. violín
- János Fejérvári  viola
- György Éder  violonchelo

## Premios
- Ferenc Liszt Award (1970)
- Artist of Merit of the Hungarian Republic (1990)
- Bartók-Pasztory Award (1996)
- Classic CD Magazine's Best Chamber Music Release (1993)